# NGC 3921

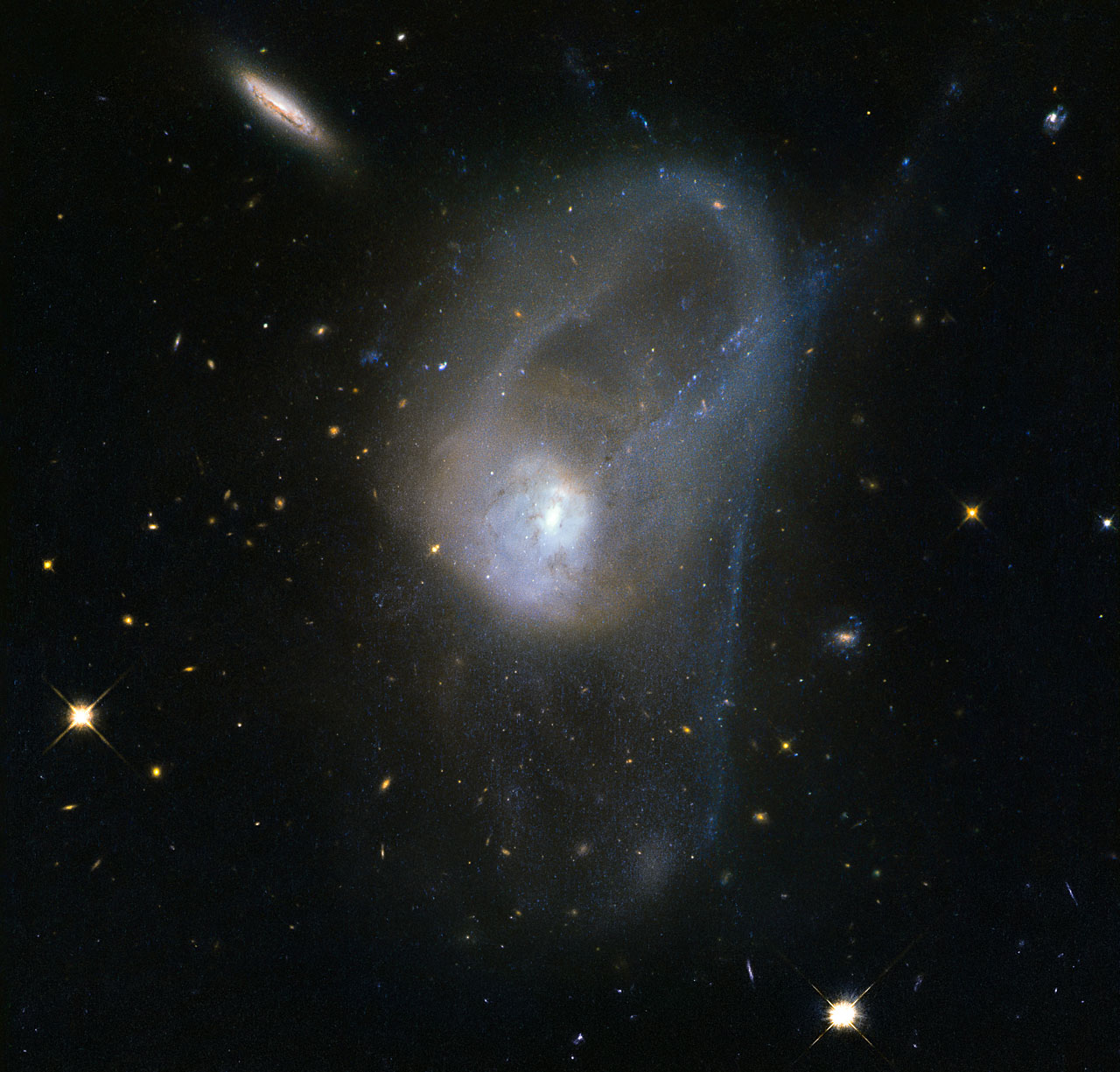
Hình ảnh của NGC 3921 chụp bằng kính viễn vọng Hubble

NGC 3921 là tên của một cặp thiên hà đã trải qua sự tương tác thiên hà nằm ở chòm sao phương bắc tên là Đại Hùng. Dựa trên giá trị dịch chuyển đỏ là 0.019667, khoảng cách của thiên hà này với chúng ta là khoảng xấp xỉ 59 triệu năm ánh sáng (18 mega parsec). Vào ngày 14 tháng 4 năm 1789, nhà thiên văn học người Anh gốc Đức William Herschel đã phát hiện ra thiên hà này. Nó được mô tả bởi nhà thiên văn học người Đan Mạch/Anh John Louis Emil Dreyer (người biên soạn danh mục thiên thể NGC) mô tả là "khá mờ, nhỏ, tròn".
NGC 3921 là những gì còn sót lại của một sự kiện va chạm thiên hà, hai thiên hà này được cho là thiên hà đĩa đã va chạm vào nhau cách đây 700 triệu năm. Bức ảnh chụp được cho thấy nó có sự hình thành sao nổi bật với các cấu trúc giống như bụng sóng (khẳng định đây là những gì còn lại của 2 thiên hà đã va chạm nhau). Bởi vì thế, NGC 3921 được nằm trong bản đồ các thiên hà dị thường của nhà thiên văn học người Mĩ Halton Arp với định danh Arp 224.
Ngoài việc đang trong giai đoạn hình thành sao mới với tỉ lệ cực cao, nó còn có một vài những đặc điểm nổi bật khác. Một trong số chúng là có một nguồn phát ra tia X cực đại được định danh là X-2 và phát ra tia X với cường độ 8×1039 erg/s. Thêm vào đó, nó được quan sát là có hai cụm sao cầu. Cả hai chúng đều khá trẻ, có khối lượng bằng một nửa của Omega Centauri: minh chứng cho nhận định khi hai thiên hà giàu chất khí va chạm sẽ tạo ra nhiều cụm sao cầu giàu kim loại.

## Dữ liệu hiện tại
Theo như quan sát, đây là thiên hà nằm trong chòm sao Đại Hùng và dưới đây là một số dữ liệu khác:
Xích kinh 11h 51m 06.863s
Độ nghiêng +55° 04′ 43.38″
Giá trị dịch chuyển đỏ 0.019667
Cấp sao biểu kiến 12.64
Cấp sao tuyệt đối −22.09
Vận tốc xuyên tâm 5896 km/s
Kích thước biểu kiến 2.1′ × 1.3′
Loại thiên hà (R')SA0/a(s) pec